# Sara Lane
Sara Lane (* 12. März 1949 in New York City, New York; † 3. März 2023 in Napa, Kalifornien) war eine US-amerikanische Schauspielerin, die ihr Debüt in der Rolle der Kit Austin in dem 1965 uraufgeführten Kriminalfilm Es geschah um 8 Uhr 30 (I Saw What You Did) gab, in dessen Abspann ihr Name als Sarah Lane erschien. 

## Leben
Sara Lane wirkte anschließend zwischen 1966 und 1970 in 105 Folgen der fünften bis achten Staffel der Westernserie Die Leute von der Shiloh-Ranch mit. Dort verkörperte sie Elizabeth Grainger, die Enkelin des neuen Eigentümers John Grainger (dargestellt von Charles Bickford), der Shiloh im Übergang von der vierten zur fünften Staffel von seinem Vorgänger, dem Richter Henry Garth (dargestellt von Lee J. Cobb) übernommen hatte. 
Während dieser Zeit entstand der 1967 uraufgeführte Westernfilm The Meanest Men in the West, dessen Beziehung zur Fernsehserie um die Shiloh-Ranch unverkennbar ist; denn in dem Film spielt Lee J. Cobb den Richter Henry Garth, den er in den zwischen 1962 und 1966 gedrehten ersten vier Staffeln der Serie ebenfalls verkörpert hatte. Sara Lane verkörperte in diesem Film Elizabeth Garth, wodurch sie zur Verwandten des Richters gemacht wird.
Lane starb am 3. März 2023 im Alter von 73 Jahren in Napa.

## Filmografie (Auswahl)
- 1965: Es geschah um 8 Uhr 30 (I Saw What You Did)
- 1966–1970: Die Leute von der Shiloh Ranch (The Virginian) (Fernsehserie, 105 Episoden)
- 1967: The Meanest Men in the West (Fernsehfilm)